# Rumæniens håndboldlandshold (damer)
Rumæniens kvindelandshold i håndbold er Rumæniens landshold i håndbold for kvinder. Holdet vandt VM i 1962. Mariana Tîrcă er den mest scorende spiller med 335 kampe og 2043 mål scorede på det rumænske landshold.
Det rumænske landshold er det eneste kvindelandshold der har deltaget ved alle VM slutrunder siden VM i håndbold 1957.

## Resultater

### OL-resultater
- 1976: 4.-plads
- 2000: 7.-plads
- 2008: 7.-plads
- 2016: 9.-plads

### VM-resultater
- 1957: 9.-plads
- 1962:  Guld
- 1965: 6.-plads
- 1971: 4.-plads
- 1973:  Sølv
- 1975: 4.-plads
- 1978: 7.-plads
- 1982: 5.-plads
- 1986: 5.-plads
- 1990: 7.-plads
- 1993: 4.-plads
- 1995: 7.-plads
- 1997: 12.-plads
- 1999: 4.-plads
- 2001: 17.-plads
- 2003: 10.-plads
- 2005:  Sølv
- 2007: 4.-plads
- 2009: 8.-plads
- 2011: 13.-plads
- 2013: 10.-plads
- 2015:  Bronze
- 2017: 10.-plads
- 2019: 12.-plads
- 2021: 13.-plads
- 2023: 12.-plads

### EM-resultater
- 1994: 10.-plads
- 1996: 5.-plads
- 1998: 11.-plads
- 2000: 4.-plads
- 2002: 7.-plads
- 2004: 7.-plads
- 2006: Ikke kvalificeret
- 2008: 5.-plads
- 2010:  Bronze
- 2012: 10.-plads
- 2014: 9.-plads
- 2016: 5.-plads
- 2018: 4.-plads
- 2020: 12.-plads
- 2022: 12.-plads

## Seneste trup
Nuværende trup ved: VM i kvindehåndbold 2023 i Danmark/Norge/Sverige.
Landstræner: Florentin Pera
| Nr. | Navn                 | Position     | Kampe | Mål | Klub                   |
| --- | -------------------- | ------------ | ----- | --- | ---------------------- |
| 2   | Nicoleta Dincă       | Venstre fløj | 49    | 63  | Gloria Bistrița-Năsăud |
| 4   | Claudia Paşcan       | Venstre back | 2     | 3   | SCM Craiova            |
| 7   | Eliza Buceschi       | Playmaker    | 103   | 244 | Rapid București        |
| 8   | Cristina Neagu       | Venstre back | 221   | 972 | CSM București          |
| 12  | Diana Ciucă          | Målvogter    | 22    | 0   | Rapid București        |
| 13  | Cristina Laslo       | Playmaker    | 79    | 137 | Gloria Bistrița-Năsăud |
| 14  | Bianca Bazaliu       | Venstre back | 23    | 20  | Gloria Bistrița-Năsăud |
| 18  | Daria Bucur          | Højre back   | 14    | 9   | SCM Gloria Buzău       |
| 20  | Julija Dumanska      | Målvogter    | 69    | 0   | Gloria Bistrița-Năsăud |
| 21  | Alexandra Dindiligan | Venstre fløj | 19    | 14  | CSM București          |
| 22  | Alexandra Badea      | Højre fløj   | 14    | 12  | Rapid București        |
| 27  | Lorena Ostase        | Stregspiller | 35    | 51  | Rapid București        |
| 28  | Diana Lixăndroiu     | Playmaker    | 9     | 3   | CSM Slatina            |
| 31  | Sonia Seraficeanu    | Højre fløj   | 39    | 63  | Gloria Bistrița-Năsăud |
| 33  | Nicoleta Balog       | Stregspiller | 2     | 0   | HC Dunărea Brăila      |
| 70  | Andreea Popa         | Playmaker    | 9     | 9   | HC Dunărea Brăila      |
| 71  | Alicia Gogîrlă       | Højre back   | 2     | 0   | SCM Râmnicu Vâlcea     |
| 77  | Crina Pintea         | Stregspiller | 112   | 193 | CSM București          |
| 98  | Daciana Hosu         | Målvogter    | 93    | 0   | SCM Râmnicu Vâlcea     |

## Kendte spillere
- Aurelia Brădeanu
- Cristina Vărzaru
- Carmen Amariei
- Ramona Farcău
- Cristina Neagu
- Adriana Nechita
- Valentina Ardean-Elisei
- Eliza Buceschi
- Oana Manea
- Luminiţa Dinu
- Ionela Stanca
- Mariana Tîrcă
- Ada Moldovan
- Roxana Gatzel
- Mihaela Ani-Senocico
- Paula Ungureanu
- Melinda Geiger